# Sneeuwmaan (personage)
Sneeuwmaan (Engels: Snowmane) is de naam van een paard dat voorkomt in In de ban van de ring van J.R.R. Tolkien.
Sneeuwmaan was de zoon van Lichtvoet. Sneeuwmaan was het paard van koning Théoden van Rohan.
Sneeuwmaan sterft op de Velden van Pelennor tijdens de belegering van Minas Tirith. Sneeuwmaan wordt in de slag gedood door het monsterlijke rijdier van de Tovenaar-koning van Angmar. Théoden komt onder het paard terecht wat uiteindelijk ook zijn dood tot gevolg heeft.
Na de veldslag krijgt Sneeuwmaan een graf, met daarop de tekst: "Trouwe dienaar, toch zijn meesters verderf. Lichtvoets veulen, snelle Sneeuwmaan."